# مايكل أرشينال
مايكل أرشينال (بالإنجليزية: Michael Archinal)‏ ولد بسيدني، أستراليا في 20 أوت 1963. متزوج وأب لثلاث أولاد، وهو صاحب واحدة من أكبر المستشفيات البيطرية المختلطة في أستراليا، مستشفى كانبيرا البيطري. عرف أرشينال كمقدم برامج تلفزيونية شهير بـ الدكتور آرك. والكتابة لمجلة حياة الكلاب الوطنية.